# Onitis menieri
Onitis menieri är en skalbaggsart som beskrevs av Yves Cambefort 1981. Onitis menieri ingår i släktet Onitis och familjen bladhorningar. Inga underarter finns listade i Catalogue of Life.